# Nanoarchaeum equitans
Nanoarchaeum equitans je neobvyklý druh archea, objevený v roce 2002. Většinou je řazen do samostatného kmene Nanoarchaeota, přestože některé studie ho řadí k Euryarchaeota. Dosahuje i na prokaryotické poměry velmi drobných rozměrů. Byl objeven v mořích poblíž Islandu mikrobiologem Karlem Stetterem a jeho kolegy.

## Popis
Nanoarchaeum byl objeven v horké vodě poblíž hydrotermálních průduchů v mořích u Islandu. Jelikož zde voda dosahuje bodu varu, jedná se o hypertermofila. Zajímavou skutečností je fakt, že zde Nanoarchaeum žije v symbiotickém vztahu s jiným archeonem, a to z rodu Ignicoccus. Tento vztah je některými vědci považován za parazitismus a Nanoarchaeum je tedy zatím jediným známým parazitem z domény archea.
Nanoarchaeum je extrémně drobný, jeho kokovité buňky mají v průměru asi 400 nanometrů. Také genom patří mezi nejmenší mezi všemi buněčnými organismy: má jen 490 885 párů bází. Tato DNA je však velmi efektivní a 95% jsou kódující sekvence (kódují proteiny či některé druhy RNA). Na druhou stranu však nebyly nalezeny geny pro biosyntézu lipidů, kofaktorů, aminokyselin či nukleotidů.